# Ђуричић (Воћин)
Ђуричић је насељено мјесто у општини Воћин, у сјеверној Славонији, у Вировитичко-подравској жупанији, Република Хрватска.

## Географија
Ђуричић се налази око 15 км југоисточно од Воћина.

## Историја
До територијалне реорганизације у Хрватској насеље се налазило у саставу бивше општине Подравска Слатина.

## Становништво
Ђуричић према попису из 2011. године није имао становника.
| Националност       | 1991. | 1981. | 1971. | 1961. |
| Срби               | 89    | 89    | 151   | 186   |
| Хрвати             |       | 3     | 3     |       |
| Југословени        |       | 5     |       |       |
| остали и непознато |       |       |       |       |
| Укупно             | 89    | 97    | 154   | 186   |

| Демографија | Демографија | Демографија |
| Година      | Становника  | Становника  |
| ----------- | ----------- | ----------- |
| 1961.       | 186         |             |
| 1971.       | 154         |             |
| 1981.       | 97          |             |
| 1991.       | 89          |             |
| 2001.       | 2           |             |
| 2011.       |             | 0           |